# Église Saint-Pierre de Ville-Issey
Pour les articles homonymes, voir Église Saint-Pierre.
L'église Saint-Pierre de Ville-Issey est une église catholique située à Euville, en France.

## Localisation
L'église est située dans le département français de la Meuse, sur la commune d'Euville.

## Historique
L'édifice est inscrit au titre des monuments historiques en 1997. Le chœur fut construit au XVIIe siècle, mais le clocher date de 1777. La nef est de 1741 et a eu pour bâtisseur le prémontré Nicolas Pierson (1692-1765), moine convers prémontré. On lui doit également: Jean d'Heurs, de Rangeval, Salivai, Etival., la tour de l'église Notre-Dame de Bar-le-Duc. L'église a un clocher toscan avec bulbe à lanterne et contre-forts agrémentés de bossages et d'urnes, du au baron Jadot, directeur des bâtiments impériaux en Toscane, qui meubla l'église dès 1744. Cette église est donc un témoin du séjour des Lorrains en Toscane sous le règne denotre dernier duc François III.